# Walter Mevius
Walter Mevius (* 3. Mai 1893 in Holzwickede; † 18. Februar 1975 in Hamburg) war ein deutscher Biologe.

## Leben
Mevius war der Sohn eines Seminardirektors. Er besuchte die Realgymnasien in Bielefeld und Lüdenscheid und studierte von 1913 bis 1920 Naturwissenschaften in Göttingen, Berlin und Münster. Im Ersten Weltkrieg leistete er Kriegsdienst im Sanitätswesen. 1920 war er Hilfsassistent, bzw. zweiter Assistent, am Botanischen Institut in Münster. Im gleichen Jahr wurde er promoviert und konnte nun als wissenschaftlicher Assistent am Botanischen Garten in Münster arbeiten. 1921 legte er das Staatsexamen für das höhere Lehramt für die Fächer Biologie, Chemie und Physik ab, 1923 wurde er habilitiert. Bis 1930 arbeitete er wieder am Botanischen Institut in Münster, nun als Erster Assistent. Von 1930 bis 1932 war er nichtbeamteter außerordentlicher Professor der Botanik an der Universität Münster, bevor er ordentlicher Professor an der Landwirtschaftlichen Hochschule Berlin wurde, wo er gleichzeitig Direktor des Instituts für Botanik war. Im Jahr 1933 war er zugleich Lehrbeauftragter an der Tierärztlichen Hochschule Berlin und von 1934 bis 1935 zugleich Direktor des Instituts für Landwirtschaftliche Botanik. 1935 wurde er dann als ordentlicher Professor der Botanik an die Universität Münster berufen, hier war er zugleich Direktor des Botanischen Instituts und des botanischen Gartens.
In der NS-Zeit war Mevius seit 1933 Mitglied im NS-Lehrerbund, von 1933 bis 1939 förderndes Mitglied der SS und von 1937 bis 1939 Mitglied der NS-Studentenkampfhilfe. Am 8. Juli 1937 beantragte er die Aufnahme in die NSDAP und wurde rückwirkend zum 1. Mai desselben Jahres aufgenommen (Mitgliedsnummer 4.565.102), ebenfalls 1937 schloss er sich dem NS-Dozentenbund an.
Von 1937 bis 1943 bekleidete Mevius auch das Amt des Rektors der Universität Münster. 1943 wurde er aufgefordert, das Amt des Rektors aufgrund eines Wirtschaftsdelikts abzugeben. Seiner Frau wurde vorgeworfen, Schwarzgeschlachtetes angenommen zu haben, dieses galt als „Verstoß gegen das Kriegswirtschaftsgesetz“. Mevius wurde zu einer Geldstrafe verurteilt. Obwohl er im Oktober 1943 von seinem Amt entbunden wurde, war er bis 1945 de facto weiterhin Lehrstuhlinhaber.
1944 wurde Mevius an die Universität Hamburg versetzt, 1945 übertrug man ihm dort das Ordinariat der allgemeinen Botanik, im selben Jahr wurde er ordentlicher Professor und war zugleich Direktor des Hamburger Staatsinstituts für Allgemeine Botanik und des Botanischen Gartens.

## Schriften (Auswahl)
- Bearb: Hugo Miehe: Taschenbuch der Botanik. 2 Bände. 4. Auflage. Thieme, Leipzig 1927.
- Reaktion des Bodens und Pflanzenwachstum. (= Naturwissenschaft und Landwirtschaft. 11). Datterer, Freising-München 1927.